# Nicolas-Toussaint Charlet

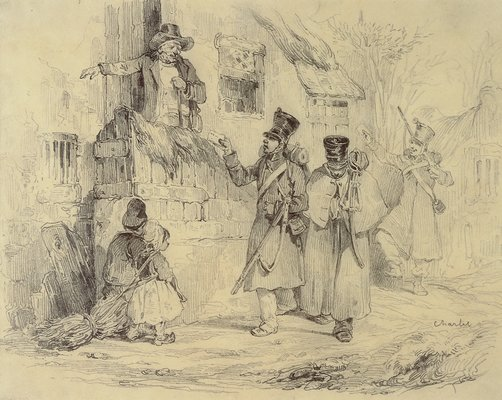
Kresba Nicolase-Toussainta Charleta

Nicolas-Toussaint Charlet (20. prosince 1792 – 30. prosince 1845) byl francouzský malíř, představitel romantismu.

## Život a tvorba
Byl synem bývalého dragouna revoluční Sambro-máské armády. V březnu 1814 hájil během bitvy o Paříž barikádu u brány v Clichy proti vpádu koalice do Paříže. Přátelil se s Théodorem Géricaultem, s nímž podnikl cestu do Anglie, i s Eugènem Delacroixem, kterým byl ovlivněn, stejně jako od r. 1817 svým učitelem Antoinem-Jeanem Grosem. U Grose se stal jeho přítelem malíř Gilles-François Closson, mezi Charletovy žáky později patřil bývalý Grosův žák Denis-Auguste-Marie Raffet.
Měl v oblibě techniku litografie, která mu umožnila jemné detaily a celkové malířské vyznění celé kompozice. Věnoval se jí od 20. let 19. století a jeho styl později za svých tvůrčích počátků napodoboval i Honoré Đaumier. Charletův otec býval vojákem a umělec se proto věnoval námětům vojáků, zejména z napoleonské doby, s velkou oblibou. Delacroix jej silně obdivoval a napsal o něm v roce 1862 článek.